# Evangelisch-Lutherisches Dekanat Heidenheim
Das Evangelisch-Lutherische Dekanat Heidenheim war eines der 19 Dekanate des Kirchenkreises Ansbach-Würzburg. Sein Gebiet umfasste den Südwesten des mittelfränkischen Landkreises Weißenburg-Gunzenhausen. Sitz war Heidenheim. Zum 1. Januar 2025 fusionierte der Dekanatsbezirk mit dem benachbarten Evangelisch-Lutherischen Dekanat Gunzenhausen.

## Geschichte
752 wurde vom angelsächsischen Missionar Wunibald das Kloster in Heidenheim gegründet. Das Benediktinerkloster wurde im Zuge der Reformation 1537 aufgelöst. Die Kirchengemeinden im Dekanatsbezirk Heidenheim hatten während der Reformationszeit das Markgraftum Brandenburg-Ansbach zum Landesherrn. Von den Markgrafen wurde die Reformation zu folgenden Zeiten eingeführt: 1525 Meinheim, 1528 Döckingen, Hechlingen, Heidenheim, Hüssingen, Ostheim, Sammenheim, Sausenhofen, Ursheim, Westheim, 1530 Auernheim, Kurzenaltheim.
Bei der Neugliederung des evangelischen Kirchenwesens in Bayern wurde 1810 das Dekanat Hechlingen gegründet. Seine Gemeinden kamen aus den ehemals preußischen Dekanaten Gunzenhausen, Wassertrüdingen und Weimersheim (zugleich aufgelöst). 1812 wurde das Dekanat in Dekanat Heidenheim umbenannt. Der Sitz des Dekanats war in Dittenheim, so dass ab 1825 das Dekanat nach diesem Ort benannt wurde. 1925 wurde der Sitz nach Heidenheim verlegt und das Dekanat entsprechend wieder umbenannt.
Vom 1. Oktober 2003 bis Januar 2021 wurde das Dekanat als Pilotprojekt der Landeskirche vom Ehepaar Annette und Klaus Kuhn in Stellenteilung geleitet.
Seit 2021 war die Stelle unbesetzt, vertretungsweise wurde das Dekanat bis 2024 von Dekan Hermann Rummel aus Wassertrüdingen geleitet, weil es bereits Pläne zur Auflösung des Dekanats gab.
Bei der Dekanatssynode 2024 in Pappenheim wurde von der Regionalbischöfin Elisabeth Hann von Weyhern der Zusammenschluss des zweitkleinsten bayerischen Dekanats mit dem Dekanat Gunzenhausen angekündigt. Die Pfarreien Auernheim und Windischhausen sollen dem Evangelisch-Lutherischen Dekanat Pappenheim zugeschlagen werden.

## Kirchengemeinden
Der Dekanatsbezirk Heidenheim umfasste 17 Kirchengemeinden in 16 Pfarreien. Im Folgenden sind die Kirchengemeinden sowie deren Kirchengebäude aufgeführt.
- Pfarreien mit jeweils einer Kirchengemeinde
  - Auernheim, St. Georg
  - Degersheim, St. Martin
  - Döckingen, St. Urban
  - Hechlingen, St. Lucia und Ottilie
  - Heidenheim, Münster St. Wunibald
  - Hohentrüdingen, St. Johannes d. Täufer
  - Hüssingen, St. Leonhard und Nikolaus
  - Kurzenaltheim, St. Margaretha
  - Meinheim, St. Wunibald
  - Ostheim, St. Maria
  - Polsingen, St. Nikolaus
  - Sammenheim, St. Emmeram
  - Sausenhofen, St. Michael
  - Westheim, St. Pankrazius
  - Windischhausen, St. Zeno
- Pfarrei Ursheim
  - Kirchengemeinde Trendel, St. Georg
  - Kirchengemeinde Ursheim, St. Wunibald